# Coppa delle Coppe 1995-1996
La Coppa delle Coppe 1995-1996 è stata la 36ª edizione della seconda competizione continentale di calcio. Venne vinta dal Paris Saint-Germain nella finale vinta contro il Rapid Vienna.
Entrarono nella manifestazione per la prima volta le vincitrici delle coppe dei tre paesi caucasici, della Repubblica di Macedonia e della Jugoslavia.
La Croazia non ebbe rappresentanti: l'Hajduk Spalato si era aggiudicato sia il campionato che la Coppa di Croazia della stagione precedente e la finalista sconfitta di quest'ultima manifestazione, il Croazia Zagabria, era squalificata per gravi disordini del suo pubblico e non poté dunque prenderne il posto.

## Turno preliminare
| Squadra 1              | Totale | Squadra 2          | Andata | Ritorno         |
| ---------------------- | ------ | ------------------ | ------ | --------------- |
| Tiligul-Tiras Tiraspol | 2 - 3  | Sion               | 0 - 0  | 2 - 3           |
| Vác                    | 2 - 4  | Sileks Kratovo     | 1 - 1  | 1 - 3           |
| TPS                    | 1 - 3  | Teuta              | 1 - 0  | 0 - 3           |
| Vaduz                  | 1 - 14 | Hradec Králové     | 0 - 5  | 1 - 9           |
| Apoel Nicosia          | 3 - 0  | Neftchi            | 3 - 0  | 0 - 0           |
| Wrexham                | 0 - 1  | Petrolul Ploiești  | 0 - 0  | 0 - 1           |
| Valletta               | 2 - 5  | Inter Bratislava   | 0 - 0  | 2 - 5           |
| Šachtar                | 5 - 1  | Linfield           | 4 - 1  | 1 - 0           |
| Žalgiris Vilnius       | 3 - 2  | Mura Murska Sobota | 2 - 0  | 1 - 2           |
| Katowice               | 2 - 2  | Ararat             | 2 - 0  | 0 - 2 (4-5 dcr) |
| Obilic                 | 2 - 3  | Dinamo Batumi      | 0 - 1  | 2 - 2           |
| Derry City             | 1 - 2  | Lokomotiv Sofia    | 1 - 0  | 0 - 2           |
| Maccabi Haifa          | 6 - 3  | KÍ Klaksvík        | 4 - 0  | 2 - 3           |
| Dynamo-93 Minsk        | 2 - 3  | Molde              | 1 - 1  | 1 - 2           |
| Grevenmacher           | 3 - 4  | KR                 | 3 - 2  | 0 - 2           |
| DAG-Liepaya            | 3 - 0  | Lantana Tallinn    | 3 - 0  | 0 - 0           |

## Sedicesimi di finale
| Squadra 1                | Totale | Squadra 2           | Andata | Ritorno |
| ------------------------ | ------ | ------------------- | ------ | ------- |
| Žalgiris Vilnius         | 2 - 3  | Trabzonspor         | 2 - 2  | 0 - 1   |
| Apoel Nicosia            | 0 - 8  | Deportivo La Coruña | 0 - 0  | 0 - 8   |
| Inter Bratislava         | 1 - 5  | Real Zaragoza       | 0 - 2  | 1 - 3   |
| Club Bruges              | 2 - 1  | Šachtar             | 1 - 0  | 1 - 1   |
| Lokomotiv Sofia          | 3 - 3  | Halmstads BK        | 3 - 1  | 0 - 2   |
| Teuta                    | 0 - 4  | Parma               | 0 - 2  | 0 - 2   |
| Molde                    | 2 - 6  | Paris Saint-Germain | 2 - 3  | 0 - 3   |
| Dinamo Batumi            | 2 - 7  | Celtic              | 2 - 3  | 0 - 4   |
| Borussia Mönchengladbach | 6 - 2  | Sileks Kratovo      | 3 - 0  | 3 - 2   |
| AEK Atene                | 4 - 2  | Sion                | 2 - 0  | 2 - 2   |
| KR                       | 3 - 6  | Everton             | 2 - 3  | 1 - 3   |
| DAG-Liepaya              | 0 - 13 | Feyenoord           | 0 - 7  | 0 - 6   |
| Dinamo Mosca             | 4 - 1  | Ararat              | 3 - 1  | 1 - 0   |
| Hradec Králové           | 7 - 2  | København           | 5 - 0  | 2 - 2   |
| Sporting Lisbona         | 4 - 0  | Maccabi Haifa       | 4 - 0  | 0 - 0   |
| Rapid Vienna             | 3 - 1  | Petrolul Ploiești   | 3 - 1  | 0 - 0   |

## Ottavi di finale
| Squadra 1                | Totale | Squadra 2           | Andata | Ritorno         |
| ------------------------ | ------ | ------------------- | ------ | --------------- |
| Trabzonspor              | 0 - 4  | Deportivo La Coruña | 0 - 1  | 0 - 3           |
| Real Zaragoza            | 3 - 1  | Club Bruges         | 2 - 1  | 1 - 0           |
| Halmstads BK             | 3 - 4  | Parma               | 3 - 0  | 0 - 4           |
| Paris Saint-Germain      | 4 - 0  | Celtic              | 1 - 0  | 3 - 0           |
| Borussia Mönchengladbach | 5 - 1  | AEK Atene           | 4 - 1  | 1 - 0           |
| Everton                  | 0 - 1  | Feyenoord           | 0 - 0  | 0 - 1           |
| Dinamo Mosca             | 1 - 1  | Hradec Králové      | 1 - 0  | 0 - 1 (3-1 dcr) |
| Sporting Lisbona         | 2 - 4  | Rapid Vienna        | 2 - 0  | 0 - 4 (dts)     |

## Quarti di finale
| Squadra 1                | Totale | Squadra 2           | Andata | Ritorno |
| ------------------------ | ------ | ------------------- | ------ | ------- |
| Deportivo La Coruña      | 2 - 1  | Real Zaragoza       | 1 - 0  | 1 - 1   |
| Parma                    | 2 - 3  | Paris Saint-Germain | 1 - 0  | 1 - 3   |
| Borussia Mönchengladbach | 2 - 3  | Feyenoord           | 2 - 2  | 0 - 1   |
| Dinamo Mosca             | 0 - 4  | Rapid Vienna        | 0 - 1  | 0 - 3   |

## Semifinali
| Squadra 1           | Totale | Squadra 2           | Andata | Ritorno |
| ------------------- | ------ | ------------------- | ------ | ------- |
| Deportivo La Coruña | 0 - 2  | Paris Saint-Germain | 0 - 1  | 0 - 1   |
| Feyenoord           | 1 - 4  | Rapid Vienna        | 1 - 1  | 0 - 3   |

## Finale
| Arbitro: | Pierluigi Pairetto |

|             |           |  |
| N'Gotty 28’ | Marcatori |  |

| Paris Saint-Germain   |    |                   |             |     |
|                       |    |                   |             |     |
| P                     | 1  | Bernard Lama (C)  |             |     |
| D                     | 2  | Paul Le Guen      |             |     |
| D                     | 3  | Patrick Colleter  |             |     |
| D                     | 4  | Bruno N'Gotty     | Ammonizione |     |
| D                     | 5  | Alain Roche       |             |     |
| A                     | 6  | Youri Djorkaeff   |             |     |
| C                     | 7  | Daniel Bravo      |             |     |
| C                     | 8  | Vincent Guérin    |             |     |
| C                     | 9  | Laurent Fournier  | Ammonizione | 78’ |
| C                     | 10 | Raí               |             | 12’ |
| A                     | 11 | Patrice Loko      |             |     |
| Sostituzioni:         |    |                   |             |     |
| D                     | 12 | Francis Llacer    |             | 78’ |
| A                     | 15 | Julio Dely Valdés |             | 12’ |
| Allenatore:           |    |                   |             |     |
| Luis Miguel Fernández |    |                   |             |     |

| Rapid Vienna  |    |                    |             |     |
|               |    |                    |             |     |
| P             | 1  | Michael Konsel (C) |             |     |
| D             | 2  | Michael Hatz       | Ammonizione |     |
| D             | 3  | Peter Guggi        |             |     |
| D             | 4  | Peter Schöttel     | Ammonizione |     |
| D             | 5  | Trifon Ivanov      |             |     |
| C             | 6  | Peter Stöger       | Ammonizione |     |
| C             | 7  | Dietmar Kühbauer   |             |     |
| C             | 8  | Stefan Marasek     |             |     |
| A             | 9  | Carsten Jancker    | Ammonizione |     |
| A             | 10 | Christian Stumpf   |             | 46’ |
| C             | 11 | Andreas Heraf      | Ammonizione |     |
| Sostituzioni: |    |                    |             |     |
| DF            | 13 | Zoran Barišić      |             | 46’ |
| Allenatore:   |    |                    |             |     |
| Ernst Dokupil |    |                    |             |     |

## Classifica marcatori
| Gol |  |  | Giocatore        | Squadra             |
| --- |  |  | ---------------- | ------------------- |
| 6   |  |  | Bebeto           | Deportivo La Coruña |
|     |  |  | Carsten Jancker  | Rapid Vienna        |
| 4   |  |  | Regi Blinker     | Feyenoord           |
|     |  |  | Youri Djorkaeff  | Paris Saint-Germain |
|     |  |  | Patrice Loko     | Paris Saint-Germain |
|     |  |  | Mike Obiku       | Feyenoord           |
|     |  |  | Christian Stumpf | Rapid Vienna        |
|     |  |  | Andreas Thom     | Celtic              |

N.B.
La classifica non tiene conto delle reti segnate nel turno preliminare.